# Superdigital
Superdigital es un servicio de pago móvil adquirido y desarrollado por el Banco Santander en América Latina para sus filiales de Argentina, Brasil, Chile y México. Se encuentra asociada en los tres países a una tarjeta prepagada digital de MasterCard.

## Historia
Nacida en 2012 como una startup brasileña llamada «ContaSuper», fundada por los brasileños Marcio Salomao y Alfredo Moraes, luego de realizar una alianza estratégica con el Banco Santander Brasil, fue comprada por dicho banco en 2016 en 150 millones de reales brasileños, siendo rebautizada como Superdigital al año siguiente. Tiene como uno de sus objetivos principales, prestar apoyo a la banca móvil mediante servicios prestados a través de la aplicación móvil, además de ingresar al sistema a los clientes desbancarizados.
En noviembre de 2018, inicia sus operaciones en el mercado de pagos chileno a través del Banco Santander Chile, elaborando planes de cobro mensual. No obstante, en 2020 anunció la gratuidad de su planes por todo ese año para competir con su principal rival en el país, «Mach» del Banco de Crédito e Inversiones. En septiembre de 2020, en medios de las medidas de digitalización de la banca por la pandemia de COVID-19, la aplicación alcanzó los 100 mil usuarios en dicho país sudamericano, mientras que en febrero de 2021 alcanzó los 130 mil clientes. Ese mismo año, Superdigital aumenta el cupo para transferencias a otros bancos a $10 millones de pesos mensuales, para todos los planes y hacen pública su aparición en App Gallery, con esto, se abren al mercado de celulares marca Huawei.[cita requerida]
En octubre de 2021, el Banco Santander Argentina lanzó su versión nacional de Superdigital.